# Epitrichosma
Epitrichosma is een geslacht van vlinders van de familie bladrollers (Tortricidae), uit de onderfamilie Tortricinae.

## Soorten
- E. anisocausta (Turner, 1916)
- E. argenticola Diakonoff, 1974
- E. aureola Diakonoff, 1972
- E. ceramina Common, 1965
- E. crymodes (Turner, 1916)
- E. helioconis (Diakonoff, 1948)
- E. hesperia Common, 1965
- E. lira Diakonoff, 1972
- E. luteola Diakonoff, 1974
- E. mellosa Diakonoff, 1941
- E. metreta Common, 1965
- E. neurobapta Lower, 1908
- E. phaulera (Turner, 1916)